# Dekanat warcki
Dekanat warcki – jeden z 33 dekanatów rzymskokatolickiej diecezji włocławskiej.
W skład dekanatu wchodzą następujące parafie:
- parafia św. Mikołaja Biskupa w Warcie
- parafia Wniebowzięcia NMP w Warcie
- parafia św. Stanisława Biskupa i Męczennika w Brodni
- parafia Wniebowzięcia Najświętszej Maryi Panny w Górze
- parafia Podwyższenia Krzyża Świętego w Jeziorsku
- parafia św. Marcina Biskupa w Kamionaczu
- parafia św. Katarzyny w Pęczniewie

Dziekan dekanatu warckiego
- ks. kanonik Eugeniusz Budkowski – proboszcz parafii św. Mikołaja Biskupa w Warcie

Wicedziekan
- ks. Marcin Zaworski  – proboszcz parafii w Kamionaczu Poduchownym[1]

Ojciec duchowny
- ks. Stanisław Wenderlich - proboszcz parafii w Jeziorsku